# Джони Хърбърт
Джон Пол „Джони“ Хърбърт (на английски: John Paul „Johnny“ Herbert) е британски пилот от Формула 1. Роден е на 25 юни 1964 година.

## Формула 1

### Бенетон
Дебютира във Формула 1 през 1989 г. за отбора на Бенетон. и печели 5 точки през същата година.

### Лотус
От 1990 до 1994 г. се състезава за отбора на Лотус, като в средата на 1994 г. го напуска и последните няколко състезания кара за Лижие и Бенетон.

### Отново вБенетон
През 1995 г. е съотборник на свеотвния шампион Михаел Шумахер в Бенетон и през същата година постига 2 победи – ГП на Великобритания и ГП на Италия.

### Заубер
През 1996 до 1998 г. кара за Заубер.

### Стюарт
През 1999 г. преминава в Стюарт и постига първата (и единствена) победа за тима.

### Ягуар
През 2000 г. отборът Стюарт е закупен от Ягуар, а това е последният сезон за Джони Хърбърт.

## Участия извън Формула 1
Освен кариерата си във Формула 1, Хърбърт е участвал в много други серии – шампион е на британската Ф3, победител в 24-те часа на Льо Ман за 1991 г. През 2006 г. е директор в тима на Мидланд Ф1, но след като отборът е закупен от Спайкър, неговият договор не е подновен.